# A bőr, amelyben élek (film)
A bőr, amelyben élek (spanyolul: La piel que habito) Pedro Almodóvar rendezésében, Thierry Jonquet Tarantula című regénye alapján készült játékfilm. A rendező bonyolult emberi kérdésekre keresi a választ: hogyan reagál az egészséges emberi elme, ha két egymásnak ellentmondó szerepnek kell megfelelnie. Nem tudhatjuk, mit gondol; erre csak a cselekedeteiből következtethetünk. Annak, akit erre a szerepre kényszerítettek, tudata nem konzisztens: hol egyik, hol másik szerepe szerint reagál, mindig úgy, amit a pillanatnyi helyzet előidéz. Az ellentmondások végül természetszerűleg robbanáshoz vezetnek. Az események végletekig feszítik a húrt; a Vera bőrében élő Vicente mindent képes elviselni, amíg önmaga végleges megtagadására nem kényszerítik.
Toledo, 2012. Helyszín: főként az El Cigarral kastély.
A film kritikai értékelése meglehetősen távolságtartó.

## A cselekmény
A filmidő és az események ideje eltér. A következő leírás azt a sorrendet követi, ahogyan a néző látja. A film egésze több mint tizenkét évet ölel át, ebből egy évnél is több, amely a kastélyban történik. De az átalakulás kritikus eseményét egyetlen áttűnésbe sűríti, amely még öt másodpercig sem tart: megjelenik a férfiarc helyén a női arc. A film szerkezete az időben való visszanyúlás eszközét használja: a cselekmény magyarázatát abból értjük meg, ahogy a múltban történtekből fokról fokra egyre többet adagol a rendező.
|  | Alább a cselekmény részletei következnek! |

A film csaknem a végén kezdődik. A sikeres plasztikai sebész Robert Ledgard emberi szövetek tenyésztésével foglalkozik. Páciense, Vera, női ruhák közt válogat, majd varróeszközöket kér Mariliától, a házvezetőnőtől; sikertelenül. Közben a sebész előadását halljuk, mely szerint a génmódosított bőr ellenáll majd a rovarcsípésnek és az égési sérüléseknek. Látjuk, amint emberi szöveteket tartalmazó zacskókkal távozik a szülészeti klinikáról. Kastélyának pincéjében minden igényt kielégítő kutatólaboratórium és műtő található; mélyhűtő, centrifuga és minden egyéb. Nem sejtjük még, hogy etikailag kifogásolható kísérletekbe kezdett. Kísérleteinek alanya, Vera elviselhetetlennek érzi a bezártságot, sikertelen öngyilkosságot kísérel meg. Robert rendbe hozza a sérüléseit.
Futár érkezik egy edénnyel, amely sertésvért tartalmaz. Marilia (kiejtése: Marija) veszi át. A doktor dolgozni kezd. Emberi örökítőanyagot módosít a sertésekből származó örökítőanyaggal, s ebből szövettenyészetet készít. Látjuk, hogyan illeszti a kísérleti személy testére a módosított bőrszövet-darabkákat.
Halljuk előadását, amelyben elmondja, hogy felesége emlékére nevezte el Galnak ezt az új bőrszövetet – Gal  halálos kimenetelű égési sérüléseket szenvedett egy autóbalesetben. Az elnök bioetikai szempontból megengedhetetlennek nevezi ezt az eljárást, és megtiltja a kísérletek folytatását.
Vera a filmben csaknem meztelennek látszik, csak később derül ki, hogy ez védőburkolat, amely a frissen beültetett bőrt védi a sérülésektől. Bezártságában csak a kívülről észlelt zajokból tudja kitalálni, mi folyik a szobáján kívül. Mozgását videokamera-rendszerrel figyelik kívülről. Szinte még a film elején járunk, amikor Vera megkérdezi a sebésztől: „Befejeztél?”. A válasz: „Igen”. Vera logikus kérdés erre: „Mit akarsz velem csinálni?”. Ekkor látjuk először, hogy Vera feladja magát, hogy némi szabadságot kapjon; tehát kész nőként élni. Érvei szerint „meg kell gyilkolnod, vagy örökre rabságban kell tartanod”. Ekkor tudjuk meg először, hogy Vera megdöbbentően hasonlít az orvos halott feleségére, Galra.
Karneváli hangulat Madridban. Onnan érkezik Zeca (kiejtése: Zéka), tigrisnek öltözve. Erőszakkal be akar hatolni a kastélyba. Marilia tudja, hogy szigorúan titkos minden, ami az épületben folyik, de amikor megérti, hogy Zeca a saját fia, mégis beengedi (az anya arról a pöttyről ismeri fel, amely kisgyermekkorától látható a fiú fenekén).
Amíg Zeca eszik, mindketten látják a televízió műsorát. Legnagyobb megdöbbenésükre látható egy rejtett kamerás felvétel, amelyen Zeca egy ékszerrablás tetteseként szerepel. Ekkor kéri anyját, hogy rejtse el. Közben véletlenül nyomogatja a tévé távvezérlőjét, és észre sem veszik, hogy a monitor átváltott, és Vera szobájának a képét mutatja. Ám Zeca észreveszi a gyönyörű lányt, és azonnal akarja. (Csak később derül ki, hogy Vera tökéletes hasonmása Galnak, aki korábban Zeca szeretője volt.) Ekkor tudjuk meg, hogy Vera észrevette valamikor korábban, hogy rejtett kamerával figyelik őt, de csak a zajokból tud következtetni arra, ami a szobán kívül történik. A férfi megkötözi anyját, és őrültül keresni kezdi a lány szobájának kulcsát, amelyet végül meg is talál. Amikor az ajtó kinyílik, Vera szökni próbál, de a férfi elkapja, és erőszakos közösülésre kényszeríti. Látjuk, amint feltépi a lány védőruháját, előbukkannak a nő emlői, és ekkor értjük meg, mennyire tökéletes munkát végzett az orvos.
Zeca nem érti, miért ellenkezik a nő, akit egykori szeretőjének gondol. Ekkor még a néző sem tudja, hogy Vera férfitudattal él. Megérkezik Robert. Marilia érzi a helyzet veszélyeit, és azt mondja neki: „Lődd le. Lődd le mind a kettőt!”. Robert a saját testvérét lövi le. De a nő szépsége – és szakmai büszkesége okán, hogy ennyire tökéleteset alkotott – nem engedi, hogy a nőt is megölje. A feszültség alól felszabadulva Vera megmentőjeként fogadja a férfit, teljesen nőiesen viselkedik.
Ekkor Vera részleges szabadsághoz jut. A gyilkosság nyomainak eltüntetése alatt a kertben maradhat. Robert elégeti az áldozat holttestét. Ez hosszú időt vesz igénybe, lehetőséget adva Mariliának, hogy a múlt egy részét feltárja Vera előtt. Ő régebben egy gazdag családnál szolgált, ahol az asszony meddő volt, és ő szült nekik gyermeket, akit aztán sajátjukként neveltek fel – ő lett Robert. Néhány évvel később született testvérét már az utca nevelte fel; Zeca kiskorától kezdve bűnözőként élt.
(Beszélgetésük alatt érti meg Vera, hogy a férfi összetévesztette őt Gallal.) Zeca tulajdonképpen távol élt tőlük, és csak akkor kereste fel a fivérét, amikor az már házas ember volt. Azonnal szerelemre gyulladt az asszony iránt; Gal viszonozta ezt, és megszöktek Roberttől. Menekülés közben autójuk balesetet szenvedett. Zeca elfutott, Gal azonban súlyos égési sérüléseket szenvedett. Robert talált rá; hazavitte, és minden orvosi tudását az asszony megmentésére áldozta. Gal hónapokig élet és halál között lebegett. A lakásból eltávolítottak minden tükröt, nehogy az asszony meglássa összeégett testét. Amikor jobban lett, meghallotta lányát, Normát a kertben énekelni. Odabotorkált az ablakhoz – de ekkor az ablak üvegében meglátta önmagát. A látvány hatására kivetette magát az ablakon, és azonnal meghalt. Marilia ekkor csak annyit mond el a lány sorsáról, hogy az anyjáéhoz hasonlóan halt meg.
A gyilkosság nyomainak eltüntetése után Vera együttműködőnek láttatja magát, ám a végső öleléstől visszariad. Álmosnak tetteti magát. Robert ekkor már úgy bánik vele, mint a saját feleségével tette volna; engedékenyen. A történet itt hasonló a Pügmalión meséjéhez – Robert beleszeretett saját művébe.
Gal halála utáni eseményeket látunk. Norma már nagylány lett, bálokra jár. Vicente udvarol neki, egy kétes egzisztenciájú fiú. A fiú az anyja boltjában dolgozik, ahol használt ruhákat árulnak. Évődik Cristinával, munkatársával. Amikor annak nem teszik egy ruha, azt mondja: mi lenne, ha én venném fel? Egyikük sem tudja, mekkora jelentőségre tesz szert később ez a jelentéktelen mondat.
A bál képeit látjuk. A fiatalok kimentek a kertbe. Norma felsorolja vagy hatféle tudatmódosító szer, szorongáscsökkentő és antidepresszáns nevét, amelyet szed (Cyplalex, Lyrica, stb.), a fiú pedig drogok szedését beszéli el neki. Robert a lánya keresésére indul. Meglátja Norma eldobott ruháit, és egy fiatalembert, aki motorkerékpáron menekül.
A lány a szerek hatására szinte öntudatlanná válik, a fiú szabad prédájává. Ám az erőszakos közösülés kísérlete felébreszti a józanságát, és ellenáll. A fiú ekkor egészen egyszerűen leüti a lányt, és elmenekül. Az apja talál rá az eszméletlen lányra, aki az átélt események következtében neurotikus állapotba kerül – ettől kezdve idegenkedik minden férfitól.
A film cselekményéből ekkor kimarad egy rész. Csak azt látjuk, ahogy az apa üldözi a motoron menekülő fiatalembert, autójával leszorítja az árokba. Amikor a fiú felkel, Robert kábító injekciót lő ki a fegyveréből. Hazaviszi, megbilincseli és láncra verve tartja őt. Látjuk: az éhség és a szomjúság hatására a fiatalember nemcsak rabtartójának tekinti a férfit, de az válik az egyetlen személlyé, aki vegetatív igényeit képes kielégíteni.
Anyja kerestetni kezdi a fiút a rendőrségen. Ott azonban elhárítják a kéréseit azzal, hogy talán meg is halt, és elsodorta egy folyó vize.
Norma eközben a pszichiátriára került. Az erőszak óta idegenkedik a férfiaktól – még a saját apjától is -, és nem hajlandó még arra sem, hogy női ruhát viseljen. Néhány hét után egyik rohamában kiveti magát az ablakon, és meghal. Már csak a temetését látjuk.
Robert nem bántja a fiút, amíg Norma él. De a haláleset következtében őrült bosszúra készül. Orvosi kísérletként kezeli a fiút. Azzal kezdi, hogy leborotválja a szakállát. A fiú ekkor gyanút fog: „Magának van egy lánya, ugye?”. Majd „Most miért borotvál meg?” Robert válasza: „Ez a tízpontos kérdés”. Ekkor elaltatja Vicentét, aki hamarosan műtőasztalra kerül. Orvosok érkeznek, ők úgy tudják, hogy legális a műtét. Robert félrevezeti őket: „Tudja, mit akar. Meglepő, milyen biztos a dolgában.”
A műtét után a fiú ébredezik. Megkérdezi: „Mit műveltek?”. Robert válasza: „Kapott egy vaginát”. Ekkor kerül abba a szobába, amelyet a filmben Vera szobájaként ismerünk. Vicente feláll egy székre, hogy láthassa magát a tükörben. Szörnyülködve ismeri fel, hogy a dolog valóban megtörtént.
Képáttűnés – elhalványul a férfiarc, és megjelenik a női arc helyette.
Robert megvizsgálja munkája eredményét. A szeme láttára megjelenő nőies formák kezdenek tetszetősek lenni az orvos számára. „Vera” ekkor próbál meg először elszökni. Ám Robert előrelátó volt: távirányítóval zárható ajtók vannak a házban. Vera kést vesz elő, és elvágja saját torkát – Robert ebből az öngyilkossági kísérletből is megmenti. Ekkor azt mondja: „Többé nem hívhatlak Vicentének. Új nevet adok neked: Vera.” (Egészen eddig magázta a fiút, a „névadás” után tegezni kezdi.)
Vera dührohamot kap. Minden keze ügyébe eső női ruhát miszlikbe tép, majd felszívatja a porszívóval. Válaszul az étel-átadó nyíláson át női szépítőszereket kap. Látjuk őt, amint unalmában tévét néz. Ahogy ötletszerűen kapcsolgatja a csatornákat, két meghatározó élményt nyújtó esemény váltogatja egymást. Az egyiken tigris tép szét egy őzgidát. A másikon tanácsadó műsort lát. Ez magányosok és börtönbe zárt emberek számára ad olyan tanácsokat, hogyan őrizhetik meg testük frissességét még bezárt helyzetben is. A jógát tanácsolja. Vera hallgat a tanácsra, és jógázni kezd. A két ellentétes hatás pszichikai következményeként Vera nem a megsemmisülést választja, hanem az életben maradás elérhető, lehetséges formáját.
Megérkezik Marilia. Robertnek olyan személyre van szüksége, aki a házban folyó titkos kísérletek közben megbízhatóan irányítja a ház életét. Marilia még csak annyit tud, hogy egy páciensre kell felügyelnie. Látja a kamerás megfigyelő rendszeren át, hogy Vera – mint a rabok a börtönben – mindenfélét ír a falra. Megkérdezi, milyen nap van, és attól kezdve a dátumot írogatja. Később egy érdekes változás: Vera húsz-harminc példányban is azt a szót írja fel, hogy: „lélegzem”. – Az élni akarás jele. Marilia hamarosan gyanút fog: észreveszi a Vera és Gal közötti rendkívüli hasonlatosságot. Vera, miközben telefirkálja a falat, észreveszi a megfigyelő kamera lencséjét.
Ismét előreugrunk az időben: Zeca halála után. Robert kezd szerelmes lenni művébe, abba, aki annyira hasonlít a feleségére. Vera ekkor kompromisszumra szánja el magát. Hajlandó vállalni a női szerepet, ha megkapja a szabadságot ellentételezésként. Vásárolni indulnak Mariliával; Vera büszkén mondja, hogy jól megy már a tűsarkú cipőben való járás. Robert szerelmével akar élni. Feladja orvosi hivatását, hogy Verával lehessen.
Ekkor végzetes fordulat következik. Robertnek egy régi kollégája érkezik. Megvenné a szükségtelenné vált laboratóriumot, de Robert nem adja. A másik ekkor egy régi újságcikket vesz elő. Az újságban több eltűnt fiatalember fényképe látható. Egyértelműen rámutat Vicente fényképére. Robert hazudik, azt állítja, hogy a nővé operált fiú Dél-Amerikába ment dolgozni a szexiparba. A kolléga hiszi is, meg nem is. De betoppan Vera, frissen, üdén; meghallja a beszélgetés végét, és magára vállalja a felelősséget: „A nevem nem Vincente, hanem Vera. Vera Cruz.” „És mindig is nő voltam.” Szép arcával és dekoltázsával olyan közel áll a férfihoz, hogy lenyűgözi őt nőies tulajdonságaival, mondanivalójának elfogadhatóvá tétele érdekében. A férfi hisz neki, és távozik. Ám ekkor Vera észreveszi az asztalon heverő újságot, rajta önmaga eredeti fényképével, Vicenteként. Zavarba jön, rágyújt.
Robert a feszültség alól felszabadulva ölelkezni, szerelmeskedni kezd Verával, aki ezt el is tudja viselni egy bizonyos határig. Ám amikor a behatolásra kerülne sor, azt állítja, hogy fáj neki. Ebben a pillanatban ez már ellenkezik tudati alapvető tulajdonságaival, hiszen szellemileg ő férfi. Nem lát más kiutat, saját fegyverével lelövi a férfit. Marilia a lövés hangjára fegyvert fog, és berohan a szobába. Vera kénytelen őt is lelőni.
Vera átöltözik, de női ruhát vesz fel (mit is tehetne mást). Anyja boltjába megy, hogy náluk védelmet találjon. Sem anyja, sem Cristina nem ismerik fel. Elmondja, hogy ő Vicente, és nővé operálták. Ez annyira hihetetlen, hogy bizonyítania kell: azt a ruhát viseli, amelyet Cristinával való beszélgetésekor említett tréfából, hogy felvegye-e. A jelenetről csak ketten tudhattak, mert senki más nem volt jelen: ő és Cristina.
A lány már hisz, Vera sír, és anyjához fordul: „Vicente vagyok, anya!”
|  | Itt a vége a cselekmény részletezésének! |

### Pszichológiai háttér
Nemzetközi kutatások vizsgálták a „börtönőr” és a „rab” szerepét. Ilyen volt a stanfordi börtönkísérlet. Mint olvasható, „a rabok emocionális zavarokat kezdtek mutatni”. Hasonló helyzetbe kerül Vera is, amikor behódol az orvosnak. Ezt a szituációt több filmváltozat is tárgyalja.
- Vera pchichológiai fejlődése

Vera belső ellentmondásba kerül: belül férfi, kívül nő. Lelki állapota (fölöttes énje) ellentmondásmentes; a külső körülmények hozzák szkizofrén állapotba. A kezdet a behódolás, majd a női szerep elfogadása. Valójában úgy él, ahogyan a házasságba kényszerített nők. Eszköztárát a létfenntartása érdekében használja fel. Ebből származnak menekülési próbálkozásai. Később megtanulja egyre inkább kihasználni külső adottságait. Drámája az, hogy amikor ezt a legsikeresebben használná, ellentmondásba kerül saját belső énjével, hiszen ő belül férfi.
- Robert pszichológiai fejlődése

Robert etikailag nem eléggé szilárd, s ezt fokozza az, ahogy eltiltják szakmai munkájának az etikába ütköző módon való folytatásától. Kezét kezdetben a Vicentével szemben érzett bosszúállás vezeti. Ez hamarosan átvált mestermunkája óvásába és védelmébe, majd ez átcsap büszkeségbe, saját sikerének bűvöletébe. Ekkor lép fel nála a Pügmalión-effektus: szerelmes lesz saját művébe. Bár anyja figyelmezteti, hogy ne bízzon a nőkben, Vera iránti érzelmei elbizakodottá teszik, a veszély érzetének elfojtása állapotába kerül.

## Szereposztás
| szerep neve             | funkciója                           | színész           | szinkronhangja    |
| ----------------------- | ----------------------------------- | ----------------- | ----------------- |
| Robert Legard           | plasztikai sebész                   | Antonio Banderas  | Varga Gábor       |
| Vera Cruz               | női főszerep                        | Elena Anaya       | Solecki Janka     |
| Marilia                 | anya, házvezetőnő                   | Marisa Paredes    | Andai Györgyi     |
| Vicente Guillen Pineiro | fiú                                 | Jan Cornet        | Szabó Máté        |
| Zeca                    | bűnöző                              | Roberto Álamo     | Maday Gábor       |
| Fulgencio               | orvos                               | Eduard Fernández  |                   |
|                         | a biotechnológia intézetének elnöke | José Louis Gómez  |                   |
| Norma Legard            | az orvos lánya, gyermek             | Ana Mena          |                   |
| Norma Legard            | az orvos lánya, felnőtt             | Blanca Suárez     | Talmács Márta     |
| Vicente anyja           | ruhakereskedő                       | Susi Sánchez      | Koffler Gizella   |
| Cristina                | eladó a boltban                     | Bárbara Lennie    | Peller Anna       |
|                         | másik orvos                         | Fernando Cayo     | Rosta Sándor      |
|                         | rendőr                              | Chema Ruiz        | Papucsek Vilmos   |
| Buika                   | énekes                              | Concha Buika      | Zborovszky Andrea |
| Casilda Efraiz          |                                     | Teresa Manresa    | Téglás Judit      |
| Agustín                 |                                     | Agustín Almodóvar | Kapácsy Miklós    |

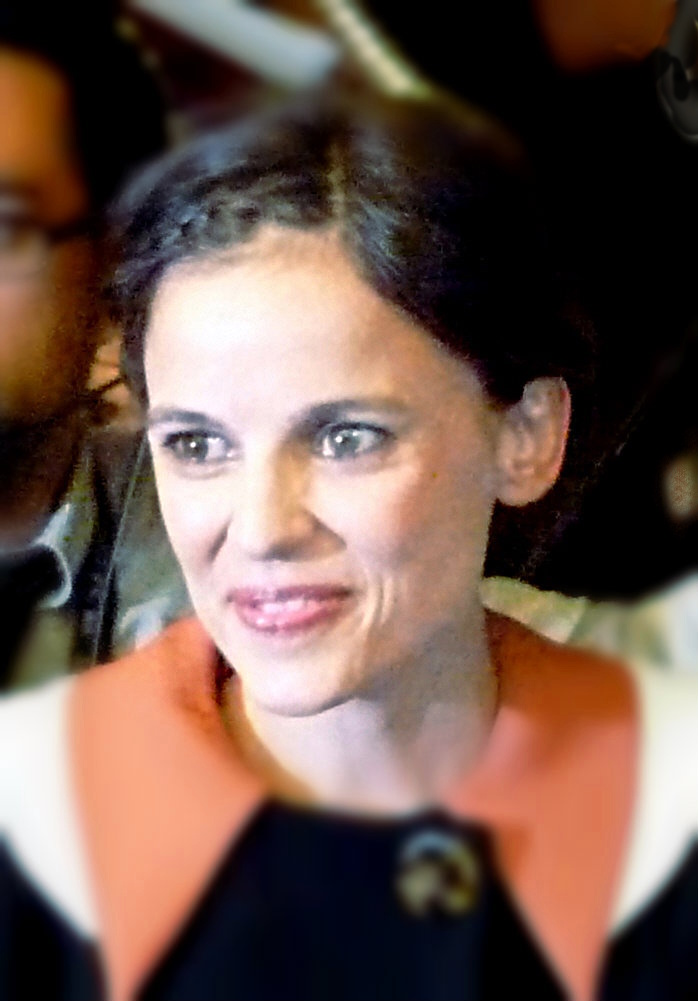
Elena Anaya a Torontói Filmfesztiválon 2011-ben

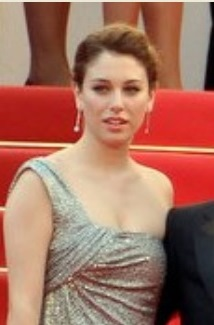
Blanca Suárez, Norma szerepében

Marilia két apától két gyermeket szült. Zeca családnevét nem adták meg.
A szinkron 2011-ben készült.

## Tudományos háttér
- A szervátültetés megvalósítását a kilökődés megakadályozásával már a XX. században megoldották.[9]
- A fajok közötti génállománycsere már régen használatban van; az ember esetében etikailag tiltott.[10][11]
- Sertések szerveit vagy azok részeit be lehet ültetni emberbe (például szívbillentyűket, lásd: Szívbillentyűhibák).
- A szövettenyészetek létrehozása, szövetnövesztés eléggé előrehaladott gyakorlatnak tekinthető.
- A XXI. század elején még csak köldökvérből tudtak őssejteket kinyerni. A tudomány jelen állása szerint ez akár már bőrsejtekből is lehetséges.
- Férfit nővé, nőt férfivá operálás ritkán, de létezik, orvosilag megoldottnak mondható feladat.
- A plasztikai sebészet rendkívül sok eredményt tud felmutatni.[12][13][14] Ilyen az ujjlenyomat megváltoztatása, az arcbőr cseréje, az emlőnagyobbítás. Még férfiaknál is végeznek ilyen műtétet.[15][16]
- A szem színét kontaktlencse használatával meg lehet változtatni.
- 3D nyomtatóval szerveket kísérleti célokra már készítettek, de embernél még nem hajtottak végre ilyen műtétet. A feltételezés az, hogy a szivacsos szerkezetű mesterséges szövetet átfogja az ideghálózat és a véredényrendszer.

## Érdekességek
- Almodóvar csaknem egy évtizedet dolgozott a film tervein, amely végső alakját a regény felfedezése után nyerte el.
- A film a legjobb angolul beszélő filmként nyert BAFTA-díjat, a címe azonban spanyol.
- A két színész (Elena Anaya és Jan Cornet), akiknek azonos személyt (Vera és Vicente) kell eljátszaniuk, együtt jártak kocogni a forgatás szüneteiben.
- A két sebész már a kezén viseli a steril kesztyűt, és ezután segítik fel egymás steril ruháját – ez szakszerűtlen.
- Pedro Almodóvar és Agustín Almodóvar testvérek. Pedro volt a rendező és a forgatókönyvíró, Agustín pedig együttműködött a forgatókönyvben és producer volt. Agustín egy rövid szerep erejéig a filmben is játszott: az a személy volt, aki a butikban pénzzé kívánta tenni a neje holmijait.[17]

## Elismerések
Fontosabb díjak
- BAFTA-díj 2012 – Legjobb nem angol nyelvű film díja
- Cannes-i filmfesztivál 2011 – Ifjúság díja: Pedro Almodóvar
- Cannes-i filmfesztivál 2011 – Vulcain-díj: José Luis Alcaine
- Fangoria Chainsaw Awards 2012 – Legjobb színész díja: Antonio Banderas

Fontosabb jelölések
- Cannes-i filmfesztivál 2011 – Arany Pálma-jelölés: Pedro Almodóvar
- Cannes-i filmfesztivál 2011 – Queer Palm-jelölés: Pedro Almodóvar
- Golden Globe-díj 2012 – Legjobb idegen nyelvű film jelölés[18]